# Joan Despuig i Safortesa
Joan Despuig i Safortesa (Palma, 1776 - 1853) fou un escriptor i prevere mallorquí nebot d'Antoni Despuig Dameto.

## Biografia
Estudià a Roma entre els anys 1786 i 1791 amb el jesuïta Bartomeu Pou Puigserver, on s'especialitzà en història, llatí i grec. Quan s'ordenà prevere el 1791, renuncià als títols de comte de Montenegro i de Montoro, al de vescomte de Montetrillo i al de Gran d'Espanya. Aquell mateix any fou nomenat xantre de la Seu de Mallorca, fet pel que tornà a l'illa.
Tornà a Roma per ampliar els seus estudis i per promoure la canonització de la beata Catalina Tomàs. Després de viatjar uns anys per Europa, s'instal·là definitivament a Mallorca on va tornar a ocupar la xantria fins al 1809. Fou membre de la Societat Econòmica d'Amics del País i primer president de la seva entitat continuadora, l'Acadèmia de Belles Arts de Sant Sebastià. També fou membre de la Junta Suprema de Balears (1808) i diputat provincial (1820).
Tot i tenir una extensa producció literària, gairebé la seva totalitat ha desaparegut.
Patrocinà i tengué cura de la publicació de la traducció al castellà dels nou llibres de la Història d'Herodot de Bartomeu Pou. S'edità a Madrid l'any 1846 amb un preàmbul de l'editor Josep Maria Quadrado i un pròleg del traductor. Joan Despuig hagué de véncer moltes dificultats i n'assumí totes les despeses d'impressió.